# Livio Borghese
Livio Borghese, 11e prince de Sulmona, né le 13 août 1874 à Frascati et mort le 29 novembre 1939 à Athènes est le chef de la famille Borghese à Rome et un diplomate italien.

## Biographie
Il est le fils de Paolo Borghese, 9e prince de Sulmona et de son épouse la comtesse Ilona Apponyi. Il est le frère du célèbre Scipione Borghese, pilote automobile et homme politique italien. Livio Borghese se marie à Smyrne le 31 août 1901 avec Valeria Keun (1880-1956). Ils ont quatre enfants et se séparent quelque temps après la naissance du dernier :
- Flavio (1902-1980) ;
- Junio Valerio (1906-1974) ;
- Livia (1908-1975) ;
- et Virginio (1911-1965).

Livio Borghese occupe des postes diplomatiques principalement dans l'Empire ottoman, en Chine et dans d'autres grandes capitales européennes. Il a été actif, avec le rang de ministre plénipotentiaire de la fin du XIXe siècle jusqu'à sa mort en 1939.
Il a été membre de la CMIC et a notamment été chargé de s'assurer de la régularité du référendum de Carinthie en 1920, qui a finalement rattaché la région à l'Autriche.
Il est mort le 29 novembre 1939 à 65 ans à la suite d'une maladie contractée en service lors d'une inspection dans les Dardanelles pour contrôler le respect des traités sur le transit maritime du détroit.